# هوندا إندي تورونتو 2019
هوندا إندي تورونتو 2019 هو سباق فورمولا 1 أقيم بتاريخ 14 يوليو 2019. حلّ سيمون باغيناود أولا بينما جاء سكوت ديكسون في المركز الثاني وحصل على المركز الثالث أليكساندر روسي.